# Занурення (телесеріал)
«Занурення» (рос. Погружение) — російський фантастичний телесеріал 2013 р. режисера Олександра Богуславського. Прем'єра відбулася 2 листопада на телеканалі «Россия-2». Сюжет оповідає про групу дайверів, які потрапили до паралельного світу. Головні роли виконували: Павло Мамонов, Анна Халілуліна, Ріналь Мухаметов і Наталія Бардо.

## Сюжет
Сюжет розгортається навколо групи дайверів і чорних копачів, любителів покопатися в землі, в надії знайти щось нове та невідоме, діють екстремали не зовсім законно. Головний герой Ігор — великий любитель ризику і драйву — разом з братом вирішили відкопати стародавнє поселення, мапу якого знайшли у свого діда. В допомогу вони взяли кілька приятелів, зібравши їх через Інтернет, і поїхали на кар'єр, який вважається секретним. Коли хлопці почали занурюватися в озеро, вони стають свідками загадкових явищ і потрапляють до полону невідомих істот. Дайвери не відразу зрозуміли, що вони — бранці аномальної зони, паралельного світу, і вихід тепер на поверхню закритий. 

## Ролі
- Павло Мамонов — Ігор Свєтлов
- Ріналь Мухаметов — Ренат Свєтлов
- Наталія Бардо — Христина
- Анна Халілуліна
- Дмитро Єндальцев
- Микита Кукушкін
- Євген Антонов — Валерій
- Надія Борисова
- Артур Бесчастний
- Юрій Борисов

## Критика
Рейтинг телесеріалу на сайті «Кинопоиск» 6,5/10 на основі 106 відгуків.